# Neoeurygenius portoricensis
Neoeurygenius portoricensis är en skalbaggsart som beskrevs av Abdullah 1963. Neoeurygenius portoricensis ingår i släktet Neoeurygenius och familjen kvickbaggar. Inga underarter finns listade i Catalogue of Life.